# Bandeira da Áustria

Bandeira vertical

A bandeira nacional da Áustria é uma bandeira formada por três partes horizontais de igual proporção, sendo as exteriores de cor vermelha e a central de cor branca. A bandeira estatal é acrescentado o escudo nacional no centro.
Esta bandeira foi oficialmente adotada no dia 1 de Maio de 1945

Bandeira estatal
Bandeira presidencial

## História
Juntamente com a Bandeira da Dinamarca esta bandeira é uma das mais antigas do mundo.
Segundo a lenda, a bandeira foi criada pelo Duque Leopoldo V da Áustria após a batalha de Acre (actualmente em Israel) em 1191, durante as Cruzadas, quando os uniformes de cor branca das tropas ficaram totalmente manchadas de sangue exceto a parte que estava tapada pelo cinto que ficou branca.
Na realidade a bandeira foi desenhada no século XII pelo duque Frederico II da Áustria, o último da dinastia Babenberg, que procurava uma maior independência do Sacro Império Romano. A representação mais antiga deste desenho encontra-se num escudo guardado no mosteiro de Lilienfeld, que data de 30 de Novembro de 1230. 
Posteriormente esta bandeira continuou a ser utilizada primeiramente como símbolo da casa real austríaca, e seguidamente do Império Austro-Húngaro. Em 1869 a antiga bandeira imperial foi trocada por uma semelhante composta por ter partes de igual proporção, sendo a superior vermelha, a central branca e inferior dividida ao meio, sendo a parte da direita verde e a da esquerda vermelha.  Assim sendo a parte da esquerda representava a bandeira da Áustria, e a direita a bandeira da Hungria.    
Com a extinção do império, a república da Áustria adoptou o emblema vermelho-branco-vermelho a 20 de Outubro de 1918 até a anexação do país à Alemanha nazi no III Reich. Depois da derrota nazi (com o término da II Guerra Mundial) a bandeira é reinstaurada pela Áustria.

Bandeira do Império (1804-1868) Bandeira da Áustria (1868-1918)
Bandeira mercante do Império (1786-1869)
Bandeira mercante do Império (1869-1906)

### Bandeiras estatais

Alta Áustria
Baixa Áustria
Burgenland
Caríntia
Estíria
Salzburgo
Tirol
Viena
Vorarlberg